# Усть-Куломский уезд
Усть-Куломский уезд — уезд в АО Коми (Зырян), существовавший в 1922—1929 годах.

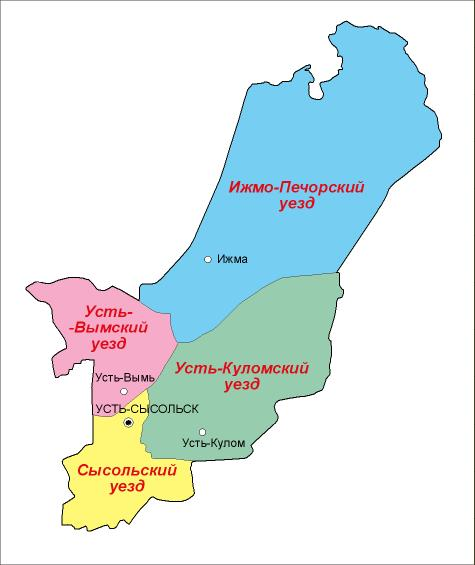
Уезд в составе АО коми (зырян)

Усть-Куломский уезд с центром в селе Усть-Кулом был образован в апреле 1922 года. В 1929 году все уезды АО Коми (Зырян) были упразднены, а вместо них созданы районы.
По данным 1926 года в уезд входило 28 волостей: Аныбская, Богородская, Большелужская, Вашкурская, Визябожская, Вомынская, Вочевская, Деревянская, Изваильская, Керчемская, Корткеросская, Маджская, Мординская, Мыелдинская, Небдинская, Нившерская, Пезгомская, Подъельская, Пожегодская, Позтыкеросская, Помоздинская, Ручевская, Савино-Борская, Сторожевская, Троицко-Печерская, Усть-Куломская, Усть-Немская, Щугорская.
В уезде проживало 56,4 тыс. жителей. Все они жили в сельской местности.
В 1929 году вместо упразднённого Усть-Куломского уезда был образован Усть-Куломский район.